# Storia dell'arte nell'antichità
La Storia dell'arte nell'antichità (Geschichte der Kunst des Alterthums) è un saggio di storia dell'arte del 1763 di Johann Joachim Winckelmann, considerato il suo capolavoro storiografico.

## Storia editoriale
Pubblicato a Dresda nel dicembre 1763 - con la data 1764 - dal libraio-editore Georg Conrad Walther, l'opera segna la nascita di una nuova disciplina: la storia dell'arte. Il risultato più significativo e duraturo di Winckelmann fu quello di produrre un resoconto accurato, completo e cronologicamente lucido di tutta la storia dell'arte antica, compresa quella degli Egiziani e degli Etruschi.
Dopo la prima edizione, Winckelmann pensò immediatamente a un completo rifacimento, che però non riuscì a portare a termine a causa della prematura morte avvenuta nel 1768.
Nel 1776 uscì a Vienna una seconda edizione, curata da Friedrich Justus Riedel, che sollevò numerose critiche da parte dei maggiori intellettuali tedeschi. L'opera venne tradotta nelle maggiori lingue europee. Nel 1766 apparve la prima versione francese curata da Gottfried Sellius; nel 1779 quella italiana a opera di Carlo Amoretti, intitolata Storia delle arti del disegno presso gli antichi; nel 1781 la seconda traduzione francese curata da Michael Huber; e nel 1783 la seconda edizione italiana a opera di Carlo Fea.

## Contenuti
L'opera si può dividere in tre parti: nella prima Winckelmann delinea la storia dell'arte presso i popoli orientali (egizi, fenici, persiani) e gli etruschi. Nella seconda traccia una storia dell'arte greca, che lui considera di gran lunga superiore a quella romana; passa infine alla trattazione dell’arte romana che consiste per lui in una copia, decadente e priva di valori, dell’arte greca.

## Edizioni italiane moderne
- Storia dell'Arte nell'antichità, traduzione di Maria Ludovica Pampaloni, Collana Enciclopedia di autori classici n.65, Torino, Boringhieri, 1961. - Con uno scritto di Elena Pontiggia, Collana L'Altra Biblioteca n.58, SE, Milano, 1990; Collana Oscar saggi, Mondadori, 1993-1998; Abscondita, 2000-2017, ISBN 978-88-841-6630-2.
- Storia dell'Arte nell'antichità, a cura di Fabio Cicero, Collana Testi a fronte, Milano, Bompiani, 2003, ISBN 978-88-452-9217-0.